# Haute-Épine
 Haute-Épine  es una comuna y población de Francia, en la región de Picardía, departamento de Oise, en el distrito de Beauvais y cantón de Marseille-en-Beauvaisis.
Su población en el censo de 1999 era de 246 habitantes.
Está integrada en la Communauté de communes de la Picardie Verte .

## Demografía
| 208 | 220 | 171 | 167 | 179 | 246 |
| Para los censos de 1962 a 1999 la población legal corresponde a la población sin duplicidades (Fuente: INSEE [Consultar]) |     |     |     |     |     |

- Datos: Q281050
- Multimedia: Haute-Épine / Q281050

1. ↑  Worldpostalcodes.org, código postal n.º 60690.
2. ↑  INSEE, Datos de población para el año 2012 de Haute-Épine (en francés).